# Grb Republike Srpske Krajine
Grb Republike Srpske Krajine je grb koji je bio korišten tijekom Domovinskog rata od 1991. do 1995. godine na okupiranom području Republike Hrvatske pod kontrolom srpskih pobunjenika, kao "državno obilježje" samoproglašene Republike Srpske Krajine.
Grb Republike Srpske Krajine čini srebreni dvoglavi orao raširenih krila sa zlatnim kljunovima i kandžama. Orao na grudima ima crveni štit sa srebrenim grčkim križem koji dijeli crveno polje na četiri dijela u kojima se nalazi po jedno ćirilično slovo S (ocilo). Iznad orlovih glava je zlatna kraljevska kruna.
Prema "Ustavu Republike Srpske Krajine", usvojenom 19. prosinca 1991. godine, članku 6.:
Nakon operacije Oluja i pada Krajine, ovaj grb korišten je u Hrvatskom Podunavlju sve do mirne reintegracije 1998. godine.